# Сербия на «Евровидении-2007»
Сербия на «Евровидении-2007» была представлена Марией Шерифович, победительницей национального отбора «Beovizija-2007». Полуфинал сербского отбора прошёл 7 марта 2007, когда из 20 песен телезрителями и жюри были выбраны 10 лучших, а финал состоялся 8 марта. Мария Шерифович, занявшая 2-е место по версии жюри и 1-е место по версии телезрителей, отправилась на Евровидение как победительница отбора с песней «Molitva».
Марию Шерифович сопровождали пять бэк-вокалисток из группы Beauty Queens. Мария не только уверенно выиграла полуфинал с 298 баллами от телезрителей, но и финал с 286 баллами, впервые принеся победу Сербии в этом конкурсе.

## Участница
Мария Шерифович родилась 14 ноября 1984 года в Крагуеваце (Социалистическая Республика Сербия). Дочь сербской фольклорной певицы Верицы Шерифович. Окончила музыкальную школу Крагуеваца, в 2003 году вышел её первый сольный альбом «Naj, najbola». Мария участвовала в фестивале Будва-2003 с песней «Gorka čokolada», в 2004 году победила на фестивале с песней «Bol do ludila».
В 2005 году Мария выиграла Радио Фестиваль с песней «U nedelju», а в 2006 году выпустила новый альбом «Bez ljubavi» по контракту с City Records. Выиграв конкурс Беовизия-2007, который был отбором на Евровидение 2007 года, Мария отправилась с пятью бэк-вокалистками из будущей группы Beauty Queens. Ими стали Ана Миленкович и Саня Богосавлевич (Blah Blah Band), Ксения Милошевич (бэк-вокалистка боснийской группы Hari Mata Hari на Евровидении-2006), Ивана Селяков (участница Беовизии-2006) и Сузана Динич.
Выбранная Марией песня «Molitva» исполнялась на конкурсе на сербском языке, хотя позже были записаны английская версия «Destiny» и русская «Молитва». Версия на финском языке «Rukoilen» была записана группой Beauty Queens без участия Марии и исполнялась Марией только вживую на немногочисленных концертах. Русская версия была записана благодаря помощи нескольких российских фан-клубов Евровидения.

## Национальный отбор
Предыдущий раз Сербия участвовала в Евровидении-2005 в Киеве как Сербия и Черногория, когда её там представляла группа No Name. В 2006 году Сербия и Черногория отказалась от участия в Евровидении в Афинах из-за скандала в национальном отбора «Европесма», когда итоговую победу с учётом зрительского голосования и голосования жюри одержала группа No Name, а по версии зрителей победителями стала группа Flamingosi: в адрес этой группы во время национального отбора в зале звучал свист и гул. Ситуацию также усугубляли политические события, связанные с референдумом о независимости Черногории. Несмотря на снятие с конкурса, за Сербией и Черногорией осталось право голоса в Афинах, и глашатай от Сербии Йована Янкович в прямом эфире пообещала, что Сербия не только вернётся в 2007 году на конкурс, но и одержит победу.

### Правила и участники
Радио-телевидение Сербии было назначено ответственным за проведение национального отбора в Сербии. До 29 января 2007 года любой желающий мог подать заявку в РТС. 7 марта в полуфинале должны были прозвучать 20 песен, 10 из которых выходили в финал. Победитель определялся 8 марта путём совместного голосования зрителей и жюри. Участники отбора были опубликованы в номере газеты Блиц:
1. Группа «Negativ» (Ивана Павлович)
2. Группа «Blah Blah Band»
3. Микия Перич
4. Александра Перович
5. Эмина Яхович
6. Мария Шерифович
7. Майя Николич
8. Ивана Йордан
9. Группа «Amadeus Band»
10. Мира Шкорич
11. Алекса Елич
12. Таня Савич и Бане Моичевич
13. Группа «IQ»
14. Группа «Blizance»
15. Игор Вуевич
16. Сузана Динич
17. Слободан Тркуля и оркестр «Балканополис»
18. Группа «Betty Boop»
19. Елена Ковачевич
20. Пеца Йованович

Среди певцов, подававших заявки на участие от Сербии, была и Эмина Яхович, которая в 2002 году участвовала в отборе от Боснии и Герцеговины. Однако участие иностранных исполнителей в конкурсе было запрещено правилами. Это вызвало возмущение Славомира Соколовского, менеджера представителей Польши в лице группы The Jet Set, которые хотели в рамках своего промотура посетить Сербию.
С января по февраль на РТС шло представление всех участников. 21 февраля 2007 в программе «Београдска хроника» прошла жеребьёвка полуфинала.

### Результаты финального отбора
| №  | Исполнитель                      | Песня                | Телеголосование | Телеголосование | Жюри | Всего | Место |
| №  | Исполнитель                      | Песня                | Голоса          | Очки            | Жюри | Всего | Место |
| -- | -------------------------------- | -------------------- | --------------- | --------------- | ---- | ----- | ----- |
| 1  | Пеца Йованович                   | Kao da je bilo juče  | 1264            | 4               | 2    | 6     | 10    |
| 2  | Мики Перич                       | Jablan               | 653             | 1               | 6    | 7     | 8     |
| 3  | Negativ                          | Prava Stvar          | 1128            | 3               | 12   | 15    | 3     |
| 4  | Betty Boop                       | Sama                 | 2164            | 6               | 5    | 11    | 5     |
| 5  | Слободан Тркуля и «Балканополис» | Nebo                 | 4084            | 10              | 7    | 17    | 2     |
| 6  | Мария Шерифович                  | Molitva              | 5638            | 12              | 10   | 22    | 1     |
| 7  | Майя Маркович                    | Nije nam se dalo     | 1000            | 2               | 4    | 6     | 9     |
| 8  | Blizanci                         | Mambo Jambo Serbiano | 3377            | 8               | 1    | 9     | 6     |
| 9  | Ивана Йордан                     | Bomba                | 2792            | 7               | 8    | 15    | 4     |
| 10 | Алекса Елич                      | Beli grad            | 1585            | 5               | 3    | 8     | 7     |

## Подготовка к выступлению
25 марта 2007 Мария Шерифович выступила на шоу «Дружеская беседа» телеканала RTV Pink, в котором рассказала о своём выступлении в национальном отборе и подготовке к самому Евровидению. Она приняла участие в телефонной бесед с представителями других югославских стран на Евровидении-2007: Дадо Топичем (Хорватия), Стэфан Фади (Черногория), Каролиной Гочевой (Македония) и Марией Шестич (Босния и Герцеговина).
28 марта Мария дала интервью телеканалу CNN Turk, в котором подтвердила, что у её отца Райко Шерифовича есть турецкие корни. После этого заявления бригада турецкого телевидения пообещала поддержать Марию на Евровидении. Промотур Марии продолжился в Боснии и Герцеговине, в городах Баня-Лука и Сараево, где Шерифович встретилась с певицей Марией Шестич и певцом Дином. В Загребе Мария выступила на телешоу «Красный ковёр», затем дала концерты в Македонии.
22 апреля Мария Шерифович прибыла в Цюрих, исполнив в одном из клубов записанные на разных языках версии свой песни. Тогда же был представлен танцевальный ремикс авторства Йована Радомира, шведского музыканта сербского происхождения, который был глашатаем на Евровидении-2004 и объявил о 12 баллах для Желько Йоксимовича на сербском языке. Турне продолжилось в Греции, Словении и Хорватии. 25 апреля на Радио-телевидение Сербии была представлена финальная хореография песни при поддержке компании «New Moment New Ideas».

## Шансы
Мария Шерифович называлась одним из фаворитов конкурса. Автор интернет-проекта «Евровидение-Казахстан» Андрей Михеев отметил, что представленная Марией баллада отлично бы смотрелась и при исполнении с живым оркестром. Он предположил не только выход Марии в финал, но и не исключил возможность победы:

- Музыка: Масштабная баллада, которая бы отлично смотрелась с живым оркестром. 9/10
- Текст: Моя молитва посвящена не Богу, а тебе. 8/10
- Вокал: Идеален. 10/10
- Итог: Поборется с Боснией за объединение югославских голосов, гарантированный финалист. Может собрать и «голоса Кьяры».

Председатель российского клуба OGAE Антон Кулаков не был настроен так оптимистично, считая, что песня потеряется на общем фоне даже при отличном тексте и стабильном вокале:

- Музыка: Как-то она с Боснией похожа очень. Все таки все балканские медляки очень похожи. 6/10
- Текст: А вот как раз текст не подкачал – если у боснийцев всё-таки идет по сценарию «продолжение пройденного», то этот текст затрагивает более интересные моменты — например, религию и внутренние искания человека. 9/10
- Вокал: Очень и очень стабильно. 8/10
- Итог: Но на общем фоне просто потеряется.

## Выступление
В полуфинале Сербия выступала под 15-м номером. Мария Шерифович, как и ожидалось, исполнила песню на сербском в сопровождении хора пяти солисток группы Beauty Queens, которая формально была образована уже после конкурса, и вышла в финал, заняв в полуфинале 1-е место с 298 очками. В финале Мария выступала под 17-м номером и одержала победу, набрав 268 баллов. Голоса сербских телезрителей оглашала певица и телеведущая Майя Николич, которая участвовала в полуфинале Беовизии-2007, но в финал не вышла.
Марию Шерифович по возвращении в Сербию в белградском аэропорту Николы Теслы встречали более 100 тысяч человек. Сербия стала первой (и по состоянию на 2023 год) единственной страной из бывшей Югославии, выигравшей хотя бы раз Евровидение.

## Голосование

### Голоса за Сербию
| 12 баллов | 10 баллов                                                        | 8 баллов                                                                        | 7 баллов            | 6 баллов                    |
| --- | ---------------------------------------------------------------- | ------------------------------------------------------------------------------- | ------------------- | --------------------------- |
| - Австрия - Босния и Герцеговина - Хорватия - Чехия - Венгрия - Республика Македония - Черногория - Словения - Швейцария | - Армения - Беларусь - Германия - Исландия - Нидерланды - Швеция | - Болгария - Кипр - Финляндия - Грузия - Ирландия - Норвегия - Россия - Украина | - Франция - Израиль | - Дания - Молдова - Румыния |
| 5 баллов | 4 балла                                                          | 3 балла                                                                         | 2 балла             | 1 балл                      |
| - Греция - Польша - Испания - Великобритания                                                                             | - Бельгия - Португалия                                           |                                                                                 | - Албания - Латвия  | - Литва - Мальта            |

| 12 баллов | 10 баллов           | 8 баллов                                                    | 7 баллов                                  | 6 баллов                                        |
| --- | ------------------- | ----------------------------------------------------------- | ----------------------------------------- | ----------------------------------------------- |
| - Австрия - Босния и Герцеговина - Хорватия - Финляндия - Венгрия - Республика Македония - Черногория - Словения - Швейцария | - Норвегия - Швеция | - Чехия - Франция - Германия - Мальта - Нидерланды - Польша | - Армения - Беларусь - Бельгия - Исландия | - Болгария - Дания - Грузия - Румыния - Украина |
| 5 баллов | 4 балла             | 3 балла                                                     | 2 балла                                   | 1 балл                                          |
| - Молдова - Португалия - Россия                                                                                              | - Греция - Ирландия | - Кипр - Израиль - Латвия                                   |                                           | - Албания - Испания                             |

### Голоса телезрителей Сербии
| 12 баллов | Венгрия              |
| 10 баллов | Республика Македония |
| 8 баллов  | Черногория           |
| 7 баллов  | Словения             |
| 6 баллов  | Хорватия             |
| 5 баллов  | Болгария             |
| 4 балла   | Беларусь             |
| 3 балла   | Дания                |
| 2 балла   | Польша               |
| 1 балл    | Португалия           |

| 12 баллов | Венгрия              |
| 10 баллов | Македония            |
| 8 баллов  | Босния и Герцеговина |
| 7 баллов  | Россия               |
| 6 баллов  | Болгария             |
| 5 баллов  | Словения             |
| 4 балла   | Греция               |
| 3 балла   | Украина              |
| 2 балла   | Беларусь             |
| 1 балл    | Молдова              |

## Интересные факты
- Группа Beauty Queens, выступавшая на бэк-вокалах, уже в качестве отдельных исполнителей приняла участие в отборах на Евровидение 2008 и 2009 годов.
- Участник того же сербского отбора Слободан Тркуля и его оркестр «Балканополис», занявшие 2-е место в национальном отборе, выступили на Евровидении-2008 в интервал-акте первого полуфинала.